# World Football Challenge 2012
Navigation
Édition précédente
Le World Football Challenge de 2012 est un tournoi amical de football rassemblant des clubs d'Europe et d'Amérique du Nord, et qui a eu lieu en juillet et août 2012. Tous les matchs ont lieu dans différents stades des États-Unis et du Canada.
Le Real Madrid gagne tous ses matchs et donc le tournoi.

## Les équipes participantes
Le tournoi 2012 comprend 11 équipes de 8 pays différents. Il diminue le nombre d'équipes par rapport à l'édition 2011. Toutes les équipes sont soit d'un pays membre de l'UEFA, soit d'un pays membre de la CONCACAF.
| Équipe              | Ville                            | Fédération | Championnat             | Notes                                       |
| ------------------- | -------------------------------- | ---------- | ----------------------- | ------------------------------------------- |
| Real Madrid         | Madrid, Espagne                  | UEFA       | Liga BBVA               | Liga BBVA 2011-2012 Champion                |
| Chelsea FC          | Londres, Angleterre              | UEFA       | Barclays Premier League | LDC 2011-2012 et FA Cup 2011-2012 Vainqueur |
| Liverpool FC        | Liverpool, Angleterre            | UEFA       | Barclays Premier League | League Cup 2011-2012 Vainqueur              |
| Milan AC            | Milan, Italie                    | UEFA       | Serie A Tim             | Serie A Tim 2011-2012 Vice-champion         |
| Paris Saint-Germain | Paris, France                    | UEFA       | Ligue 1                 | Ligue 1 2011-2012 Vice-champion             |
| Celtic FC           | Glasgow, Écosse                  | UEFA       | Scottish Premier League | Scottish Premier League 2011-2012 Champion  |
| Los Angeles Galaxy  | Los Angeles, Californie          | CONCACAF   | Major League Soccer     | MLS Supporters' Shield 2011 Champion        |
| Seattle Sounders    | Seattle, Washington              | CONCACAF   | Major League Soccer     | U.S. Open Cup 2011 Vainqueur                |
| D.C. United         | Washington, district de Columbia | CONCACAF   | Major League Soccer     | MLS Cup Plus Titré (4)                      |
| Toronto FC          | Toronto, Canada                  | CONCACAF   | Major League Soccer     | Canadian Championship 2012 Champion         |
| Santos Laguna       | Torreón, Mexique                 | CONCACAF   | Primera División        | Tournoi Clausura 2012 Champion              |

## Les stades
| CenturyLink Field | Rogers Centre     | Yankee Stadium    | Sun Life Stadium        |
| Capacité : 67 000 | Capacité : 49 808 | Capacité : 52 325 | Capacité : 74 918       |
|                   |                   |                   |                         |
| RFK Stadium       | Home Depot Center | Sam Boyd Stadium  | Lincoln Financial Field |
| Capacité : 56 692 | Capacité : 27 000 | Capacité : 36 800 | Capacité : 67 594       |
|                   |                   |                   |                         |

## Les règles
Chaque équipe reçoit un point par but marqué (maximum trois points par match). La victoire rapporte 3 points. Après 90 minutes de jeu, en cas de match nul, les équipes obtiennent chacune 1 point. L'équipe ayant obtenu le plus de points est désignée vainqueur du World Football Challenge 2012.

## La compétition

### Classement final
| Équipe              | J | V | N | D | BP | BC | GA  | Pts |
| ------------------- | - | - | - | - | -- | -- | --- | --- |
| Real Madrid         | 4 | 4 | 0 | 0 | 14 | 3  | +11 | 12  |
| Chelsea FC          | 3 | 1 | 1 | 1 | 5  | 4  | +1  | 8   |
| Milan AC            | 2 | 1 | 0 | 1 | 2  | 5  | -3  | 5   |
| Paris Saint-Germain | 2 | 0 | 2 | 0 | 2  | 2  | 0   | 4   |
| MLS Eastern1        | 2 | 0 | 1 | 1 | 3  | 5  | -2  | 4   |
| MLS Western2        | 2 | 0 | 1 | 1 | 2  | 6  | -4  | 3   |
| Liverpool FC        | 1 | 0 | 1 | 0 | 1  | 1  | 0   | 2   |
| Santos Laguna       | 1 | 0 | 0 | 1 | 1  | 2  | -1  | 1   |
| Celtic FC           | 1 | 0 | 0 | 1 | 0  | 2  | -2  | 0   |

Le 6 août 2012:
- Le Real Madrid remporte le tournoi.

Couleurs: Vert = champion.

1MLS Eastern Conference est composé d'un match du D.C. United et d'un match des Seattle Sounders.

2MLS Western Conference est composé d'un match du Toronto FC et d'un match des Los Angeles Galaxy.

### Le déroulement des matchs
| 19 juillet 2012 | Seattle Sounders | 2 - 4 | Chelsea FC                             | CenturyLink Field, Seattle                       |                                                  |
|                 | Montero 14e 32e  |       | Lukaku 3e 44e · Hazard 11e · Marin 40e | Spectateurs : 53 309 Arbitrage : Ricardo Salazar | Spectateurs : 53 309 Arbitrage : Ricardo Salazar |
|                 | Compte rendu     |       |                                        | Spectateurs : 53 309 Arbitrage : Ricardo Salazar | Spectateurs : 53 309 Arbitrage : Ricardo Salazar |

| 21 juillet 2012 | Toronto FC   | 1 - 1 | Liverpool FC | Rogers Centre, Toronto                     |                                            |
|                 | Amarikwa 58e |       | Morgan 69e   | Spectateurs : 33 087 Arbitrage : Paul Ward | Spectateurs : 33 087 Arbitrage : Paul Ward |
|                 | Compte rendu |       |              | Spectateurs : 33 087 Arbitrage : Paul Ward | Spectateurs : 33 087 Arbitrage : Paul Ward |

| 23 juillet 2012 | Chelsea FC   | 1 - 1 | Paris Saint-Germain | Yankee Stadium, New York                         |                                                  |
|                 | Piazón 82e   |       | Nenê 30e            | Spectateurs : 38 202 Arbitrage : Edvin Jurisevic | Spectateurs : 38 202 Arbitrage : Edvin Jurisevic |
|                 | Compte rendu |       |                     | Spectateurs : 38 202 Arbitrage : Edvin Jurisevic | Spectateurs : 38 202 Arbitrage : Edvin Jurisevic |

| 29 juillet 2012     | Chelsea FC   | 0 - 1 | Milan AC       | Sun Life Stadium, Miami Gardens                  |                                                  |
| 18:00 (18:00 UTC−4) |              |       | Emanuelson 68e | Spectateurs : 57 748 Arbitrage : Ricardo Salazar | Spectateurs : 57 748 Arbitrage : Ricardo Salazar |
| 18:00 (18:00 UTC−4) | Compte rendu |       |                | Spectateurs : 57 748 Arbitrage : Ricardo Salazar | Spectateurs : 57 748 Arbitrage : Ricardo Salazar |

| 29 juillet 2012     | D.C. United           | 1 - 1 | Paris Saint-Germain | RFK Stadium, Washington                         |                                                 |
| 19:30 (19:30 UTC−4) | De Rosario 33e (pen.) |       | Ibrahimović 3e      | Spectateurs : 13 176 Arbitrage : John McCloskey | Spectateurs : 13 176 Arbitrage : John McCloskey |
| 19:30 (19:30 UTC−4) | Compte rendu          |       |                     | Spectateurs : 13 176 Arbitrage : John McCloskey | Spectateurs : 13 176 Arbitrage : John McCloskey |

| 3 août 2012         | Galaxy de Los Angeles | 1 - 5 | Real Madrid                                                      | Home Depot Center, Carson                        |                                                  |
| 22:30 (19:30 UTC−7) | Lopes 23e             |       | Higuaín 2e · Di María 11e · Callejón 36e · Morata 49e · Jesé 84e | Spectateurs : 30 317 Arbitrage : Ricardo Salazar | Spectateurs : 30 317 Arbitrage : Ricardo Salazar |
| 22:30 (19:30 UTC−7) | Compte rendu          |       |                                                                  | Spectateurs : 30 317 Arbitrage : Ricardo Salazar | Spectateurs : 30 317 Arbitrage : Ricardo Salazar |

| 6 août 2012         | Real Madrid              | 2 - 1 | Santos Laguna | Sam Boyd Stadium, Vegas                           |                                                   |
| 23:00 (20:00 UTC−7) | Alonso 14e · Khedira 72e |       | Suárez 25e    | Spectateurs : 29 152 Arbitrage : Baldomero Toledo | Spectateurs : 29 152 Arbitrage : Baldomero Toledo |
| 23:00 (20:00 UTC−7) | Compte rendu             |       |               | Spectateurs : 29 152 Arbitrage : Baldomero Toledo | Spectateurs : 29 152 Arbitrage : Baldomero Toledo |

| 9 août 2012         | Real Madrid                                               | 5 - 1 | Milan AC    | Yankee Stadium, New York                      |                                               |
| 20:00 (20:00 UTC−4) | Di María 24e · Ronaldo 49e 66e · Ramos 81e · Callejón 89e |       | Robinho 33e | Spectateurs : 49 474 Arbitrage : Jair Marrufo | Spectateurs : 49 474 Arbitrage : Jair Marrufo |
| 20:00 (20:00 UTC−4) | Compte rendu                                              |       |             | Spectateurs : 49 474 Arbitrage : Jair Marrufo | Spectateurs : 49 474 Arbitrage : Jair Marrufo |

| 11 août 2012        | Real Madrid                | 2 - 0 | Celtic FC | Lincoln Financial Field, Philadelphie         |                                               |
| 13:30 (13:30 UTC−4) | Callejón 22e · Benzema 67e |       |           | Spectateurs : 34 018 Arbitrage : Sorin Stoica | Spectateurs : 34 018 Arbitrage : Sorin Stoica |
| 13:30 (13:30 UTC−4) | Compte rendu               |       |           | Spectateurs : 34 018 Arbitrage : Sorin Stoica | Spectateurs : 34 018 Arbitrage : Sorin Stoica |

### Meilleurs buteurs
| Rang | Joueur             | Club                | Buts |
| ---- | ------------------ | ------------------- | ---- |
| 1    | José Callejón      | Real Madrid         | 3    |
| 2    | Cristiano Ronaldo  | Real Madrid         | 2    |
| 2    | Ángel Di María     | Real Madrid         | 2    |
| 2    | Romelu Lukaku      | Chelsea FC          | 2    |
| 2    | Fredy Montero      | Seattle Sounders    | 2    |
| 6    | Karim Benzema      | Real Madrid         | 1    |
| 6    | Sergio Ramos       | Real Madrid         | 1    |
| 6    | Robinho            | Milan AC            | 1    |
| 6    | Sami Khedira       | Real Madrid         | 1    |
| 6    | Cristian Suárez    | Santos Laguna       | 1    |
| 6    | Xabi Alonso        | Real Madrid         | 1    |
| 6    | Jesé               | Real Madrid         | 1    |
| 6    | Álvaro Morata      | Real Madrid         | 1    |
| 6    | David Lopes        | Los Angeles Galaxy  | 1    |
| 6    | Gonzalo Higuaín    | Real Madrid         | 1    |
| 6    | Dwayne De Rosario  | D.C. United         | 1    |
| 6    | Zlatan Ibrahimović | Paris Saint-Germain | 1    |
| 6    | Urby Emanuelson    | Milan AC            | 1    |
| 6    | Lucas Piazón       | Chelsea FC          | 1    |
| 6    | Nenê               | Paris Saint-Germain | 1    |
| 6    | Adam Morgan        | Liverpool FC        | 1    |
| 6    | Quincy Amarikwa    | Toronto FC          | 1    |
| 6    | Marko Marin        | Chelsea FC          | 1    |
| 6    | Eden Hazard        | Chelsea FC          | 1    |

### Meilleurs passeurs
| Rang | Joueur           | Club                | Passes |
| ---- | ---------------- | ------------------- | ------ |
| 1    | Kaká             | Real Madrid         | 3      |
| 2    | Mesut Özil       | Real Madrid         | 2      |
| 2    | Gonzalo Higuaín  | Real Madrid         | 2      |
| 2    | Josh McEachran   | Chelsea FC          | 2      |
| 5    | Lassana Diarra   | Real Madrid         | 1      |
| 5    | Antonio Nocerino | Milan AC            | 1      |
| 5    | Antonio Cassano  | Milan AC            | 1      |
| 5    | Daniel Ludueña   | Santos Laguna       | 1      |
| 5    | Álvaro Arbeloa   | Real Madrid         | 1      |
| 5    | Karim Benzema    | Real Madrid         | 1      |
| 5    | Esteban Granero  | Real Madrid         | 1      |
| 5    | Omar Gonzalez    | Los Angeles Galaxy  | 1      |
| 5    | David Beckham    | Los Angeles Galaxy  | 1      |
| 5    | Ángel Di María   | Real Madrid         | 1      |
| 5    | Jérémy Ménez     | Paris Saint-Germain | 1      |
| 5    | Ramires          | Chelsea FC          | 1      |
| 5    | Raheem Sterling  | Liverpool FC        | 1      |
| 5    | Marko Marin      | Chelsea FC          | 1      |
| 5    | Mauro Rosales    | Seattle Sounders    | 1      |
| 5    | John Obi Mikel   | Chelsea FC          | 1      |